# Cooking Mama 4
Cooking Mama 4 (クッキングママ4) est un jeu vidéo de simulation développé par Cooking Mama Limited et édité par Office Create, sorti en 2011 sur Nintendo 3DS.

## Accueil
- Jeuxvideo.com : 13/20[1]